# Hausberufung
Unter einer Hausberufung versteht man die Berufung eines Hochschulbediensteten zum Professor an derselben Hochschule bzw. Universität, an der er bislang fest beschäftigt ist.
In der Deutschen Demokratischen Republik (DDR) war die Hausberufung eine übliche Vorgehensweise.

In der Bundesrepublik Deutschland besteht hingegen landläufig ein sogenanntes Hausberufungsverbot, worunter allerdings kein eigentliches Verbot, sondern mehr oder weniger starke Einschränkungen für die Möglichkeit einer Besetzung akademischer Stellen, insbesondere permanenter Professuren, mit Wissenschaftlern verstanden werden, die bereits derselben Einrichtung angehören; so zum Beispiel in Baden-Württemberg nach § 48 Absatz 2 Satz 3–5 des LHG oder in Brandenburg z. B. nach § 40 Abs. 3 BbgHG. Ziel der Beschränkungen ist es, eine ungebührliche „wissenschaftliche Ämterpatronage“, Nepotismus oder unlautere Bevorzugung aufgrund persönlicher Beziehungen bei der Besetzung akademischer Stellen zu verhindern.
Ist das nachgewiesenermaßen nicht zu befürchten, so ist auch ein Hausbewerber im Berufungsverfahren nach seiner Eignung, Leistung und Befähigung, die auch von externen Gutachtern zu prüfen ist, berücksichtigungsfähig: Ein generelles und ausnahmsloses Hausberufungsverbot wäre grundgesetzwidrig; es stünde im Widerspruch zum Prinzip der Bestenauslese und somit zu Art. 33 Abs. 2 des Grundgesetzes. Privatdozenten, die an einer Hochschule lediglich ihre unentgeltliche Titellehre anbieten, sind daher meist zumindest de iure nicht von den Einschränkungen betroffen; und Juniorprofessoren sind sogar ausdrücklich an ihrer eigenen Hochschule berufbar. Die landesrechtlichen Beschränkungen für Hausberufungen wurden daher mit Blick auf Art. 33 Abs. 2 GG mit Ausnahmeklauseln versehen, die auf dem Hintergrund des Grundgesetzes großzügig auszulegen sind. In jedem Fall sind Konkurrentenklagen auch von Hausbewerbern nicht ausgeschlossen. Faktisch allerdings stellen Hausberufungen in Deutschland sehr seltene Ausnahmen dar, da sie normalerweise auch dann vermieden werden, wenn sie rechtlich möglich wären: Die meisten Berufungskommissionen wollen den Eindruck von Nepotismus vermeiden.
In Österreich gibt es kein Hausberufungverbot, und Professuren werden in einem offenen Verfahren ausgeschrieben (§ 98 Universitätsgesetz 2002), bei dem es zumindest formal weder Vor- noch Nachteile bringt, an der betreffenden Hochschule bereits beschäftigt zu sein.